# Opisthograptis lacticolor
Opisthograptis lacticolor là một loài bướm đêm trong họ Geometridae.